# Europacup II hockey vrouwen 2006
De 16de editie van de Europacup II voor vrouwen werd gehouden van 14 april tot en met 17 april 2006 in Edinburgh. Er deden acht teams mee, verdeeld over twee poules. Amsterdam H&BC won deze editie van de Europacup II.

## Poule-indeling

### Poule A
- Amsterdam H&BC
- Giffnock LHC
- KHC Dragons
- Viktoria Smolevichi

### Poule B
- Leicester HC
- Stadion Rot-Weiss Köln
- Dinamo Sumchanka
- Real Club de Polo

## Poulewedstrijden

### Vrijdag 14 april 2006
- 10.00 B Leicester - RC de Polo (0-0) 1-1
- 12.00 B KHTC Stadion RW Köln - Dinamo Sumchanka (3-0) 4-0
- 14.00 A Giffnock - Dragons (0-0) 1-2
- 16.00 A Amsterdam - Viktoria Smolevichi (3-0) 8-1

### Zaterdag 15 april 2006
- 10.00 B Leicester - Dinamo Sumchanka (3-1) 6-1
- 12.00 B KHTC Stadion RW Köln - RC de Polo (3-2) 4-2
- 14.00 A Giffnock - Viktoria Smolevichi (0-0) 2-1
- 16.00 A Amsterdam - Dragons (7-0) 10-0

### Zondag 16 april 2006
- 10.00 B Dinamo Sumchanka - RC de Polo (1-4) 2-10
- 12.00 B Leicester - KHTC Stadion RW Köln (1-0) 1-1
- 14.00 A Amsterdam - Giffnock (1-0) 4- 0
- 16.00 A Dragons - Viktoria Smolevichi (1-5) 2-7

## Uitslag poules

### Uitslag poule A
1. Amsterdam (9)
2. Viktoria Smolevichi (3)
3. Giffnock (3)
4. Dragons (3)

### Uitslag poule B
1. Rot-Weiss (7)
2. Leicester (5)
3. Real Club de Polo (4)
4. Dinamo Sumchanka (0)

## Finales

### Maandag 17 april 2006
- 09.00 4e A - 3e B Dragons - RC Club de Polo (2-2) 2-3
- 10.30 3e A - 4e B Giffnock - Dinamo Sumchanka (1-0) 2-0
- 11.30 2e B - 2e A Leicester HC - Viktoria Smolevichi (3-0) 4-1
- 14.00 1e B - 1e A KHTC Stadion RW - Amsterdam (1-2) 1-2

## Einduitslag
1.  Amsterdam H&BC 

2.  Stadion Rot-Weiss Koln 

3.  Leicester HC 

4.  Viktoria Smolevichi 

5.  Real Club de Polo 

5.  Giffnock LHC 

7.  KHC Dragons 

7.  Dinamo Sumchanka 

Mannen:
1990 ·
Terrassa 1991 ·
Vught 1992 ·
Birmingham 1993 ·
Terrassa 1994 ·
Cagliari 1995 ·
Den Haag 1996 ·
Reading 1997 ·
's-Hertogenbosch 1998 ·
Amsterdam 1999 ·
Terrassa 2000 ·
's-Hertogenbosch 2001 ·
Eindhoven 2002 ·
Terrassa 2003 ·
Eindhoven 2004 ·
Lille 2005 ·
Reading 2006 ·
Madrid 2007 

Opgegaan in de Euro Hockey League
Vrouwen:
1991 ·
Vught 1992 ·
Birmingham 1993 ·
Cardiff 1994 ·
Groningen 1995 ·
Rotterdam 1996 ·
Utrecht 1997 ·
Leuven 1998 ·
Terrassa 1999 ·
Keulen 2000 ·
Rome 2001 ·
Ourense 2002 ·
Rotterdam 2003 ·
Laren 2004 ·
Keulen 2005 ·
Edinburgh 2006 ·
Madrid 2007 ·
Parijs 2008 ·
Manchester 2009

Opgegaan in de Europcacup I